# Super éruption stellaire

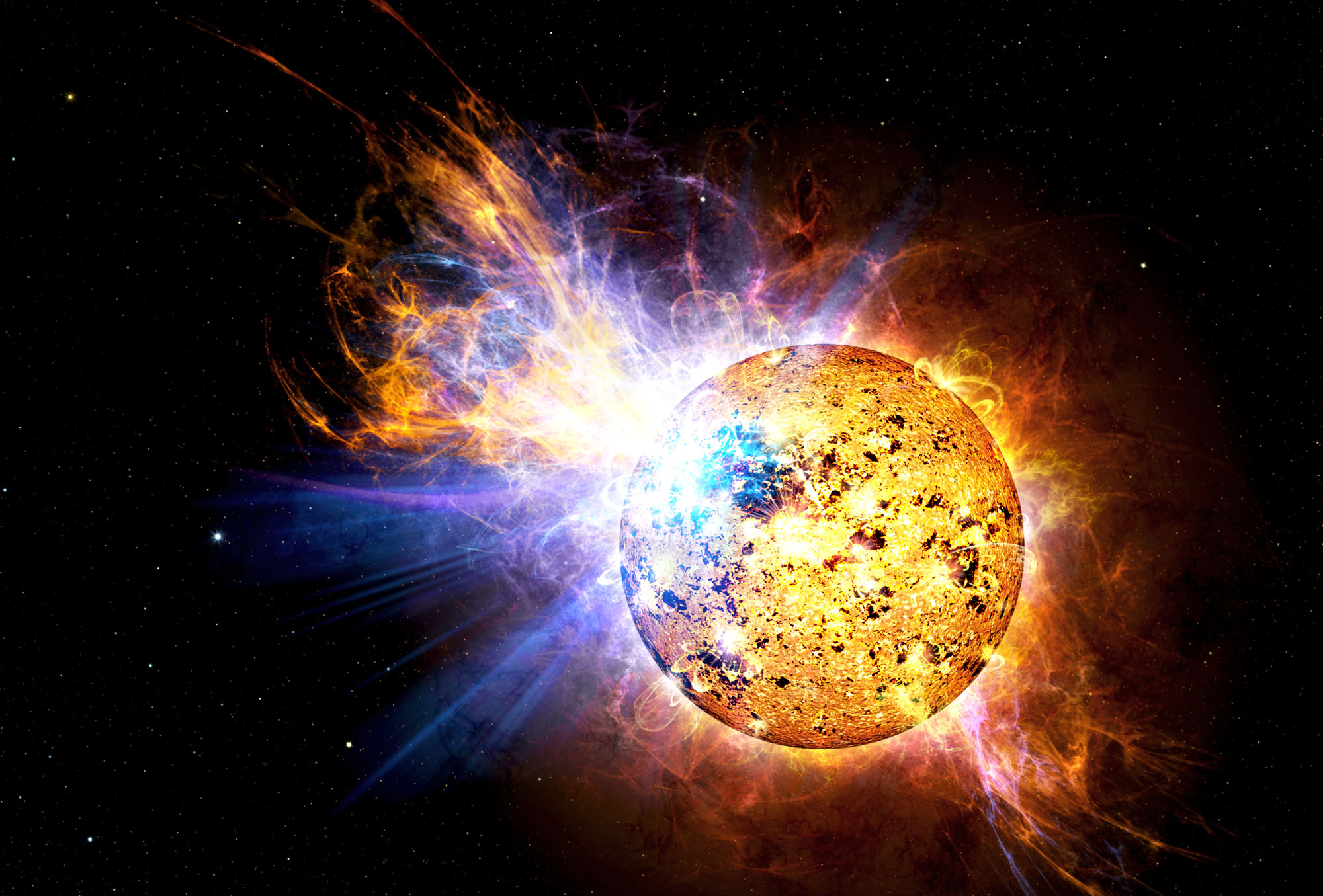
Vue d'artiste d'une éruption stellaire de EV Lacertae.

Les super éruptions stellaires sont de puissantes éruptions stellaires observées sur des étoiles de type solaire. Détectées pour la première fois au début des années 2000, elles possèdent une énergie 100 fois supérieure à celle d'une éruption solaire typique.
Des super éruptions stellaires ont été observées originellement chez neuf autres étoiles. Aucune étude systématique n'a été possible avant le lancement du satellite Kepler, qui a suivi un grand nombre d'étoiles de type solaire avec un haut degré de précision sur une longue période. Les observations du satellite ont démontré qu'une petite portion des étoiles ont de violentes explosions, près de 10 000 fois aussi puissantes que les plus puissantes éruptions connues du Soleil. Dans plusieurs cas, il est possible d'observer de multiples évènements sur la même étoile. Bien que les jeunes étoiles soient plus sensibles aux éruptions que les plus âgées, de puissantes éruptions ont aussi été observées sur des étoiles aussi vieilles que le Soleil.
Toutes les étoiles ayant des éruptions de ce genre montrent des variations de luminosité quasi périodiques interprétées comme étant de très grandes taches stellaires situées à la surface de l'astre et qui se déplacent par la rotation de ce dernier.
Les éruptions ont été expliquées originellement par la présence de planètes géantes sur une orbite très proche de leur étoile hôte, faisant en sorte que leurs champs magnétiques respectifs soient liés. Dans un tel cas, l'orbite de la ou des planètes déformerait les lignes de champ jusqu'à ce que l'instabilité ainsi créée relâche cette énergie sous forme d'éruption. Cependant, aucune planète de ce genre n'est apparue dans les données de Kepler et cette théorie a été abandonnée.
Des tentatives ont été faites pour détecter des traces de super éruptions solaires passées à partir des concentrations de nitrates dans les glaces polaires, des observations historiques des aurores polaires et des isotopes radioactifs qui peuvent être produits par des particules énergétiques solaires. Bien que certaines observations de carbone 14 dans des anneaux de croissance des arbres semblent prometteuses, il est impossible de les associer définitivement à un évènement de super éruption solaire.
Une super éruption solaire auraient des effets dramatiques sur la Terre. Puisqu'elles peuvent se produire sur des étoiles du même âge, de la même masse et de la même composition que le Soleil, cette éventualité ne peut être écartée. Cependant, ce type d'étoile est très rare et magnétiquement beaucoup plus actif que le Soleil.

## Caractéristiques physiques
Les étoiles super-éruptives présentent les caractéristiques suivantes :
- elles sont de type spectral F8 à G8 ;
- elles sont sur ou près de la séquence principale ;
- elles sont seules ou faisant partie d'un système binaire très étendu ;
- elles ont une rotation lente ;
- elles ne sont pas très jeunes.

Essentiellement, ces étoiles peuvent être considérées comme des analogues solaires. Il ne faut pas les confondre avec les étoiles éruptives. Ces dernières sont de petites naines rouges.

## Observations
L'étude originale, publiée en 2000, a identifié neuf objets présentant des super éruptions stellaires :
| Étoile              | Type    | Détecteur     | V (mag) | Amplitude           | Durée          | Énergie (erg)   |
| ------------------- | ------- | ------------- | ------- | ------------------- | -------------- | --------------- |
| Groombridge 1830    | G8 V    | Photographie  | 6,45    | ΔB = 0,62 mag       | 18 min         | EB ~ 1035       |
| Kappa1 Ceti         | G5 V    | Spectroscopie | 4,83    | EW(He) = 0.13Å      | ~ 40 min       | E ~ 2 × 1034    |
| MT Tauri            | G5 V    | Photographie  | 16,8    | ΔU = 0,7 mag        | ~ 10 min       | EU ~ 1035       |
| Pi1 Ursae Majoris   | G1.5 Vb | Rayon-X       | 5,64    | LX = 1029 erg/s     | >~35 min       | EX = 2 × 1033   |
| S Fornacis          | G1 V    | Visuel        | 8,64    | ΔV ~ 3 mag          | 17 - 367 min   | EV ~ 2 × 1038   |
| BD +10°2783         | G0 V    | Rayon-X       | 10,0    | LX = 2 × 1031 erg/s | ~ 49 min       | EX >> 3 × 1034  |
| Omicron Aquilae     | F8 V    | Photométrie   | 5,11    | ΔV = 0,09 mag       | ~ 5 - 15 jours | EBV ~ 9 × 1037  |
| 5 Serpentis (en)    | F8 IV-V | Photométrie   | 5,06    | ΔV = 0,09 mag       | ~ 3 - 25 jours | EBV ~ 7 × 1037  |
| UU Coronae Borealis | F8 V    | Photométrie   | 8,86    | ΔI = 0,30 mag       | >~ 57 min      | Eopt ~ 7 × 1035 |

Les observations varient pour chaque objet. Certaines sont des mesures aux rayons X, d'autres sont visuelles, photographiques, spectroscopiques ou photométriques. Les énergies pour les événements varient de 2 × 1033 à 2 × 1038 ergs.

### Kepler
Le télescope spatial Kepler possède un photomètre permettant d'évaluer la variation de luminosité de plusieurs centaines de milliers d'étoiles de tous types spectraux.

#### Étoiles de type solaire
Des études publiées en 2012 et 2013 intègrent des observations de 83 000 étoiles de type F8 à G8 sur une période de 500 jours,,. Ces étoiles, tirées du Kepler Input catalog, possèdent une température effective (Teff) située entre 5 100 et 6 000 kelvins (K) ainsi qu'une gravité en surface {\displaystyle {\text{log g}}>4,0} afin d'éliminer les géantes et sous-géantes de la liste.
1 547 super éruptions sont observées sur 279 étoiles. L'évènement le plus intense accroît la luminosité de l'étoile de 30 % et à une énergie de 1036 ergs. Cependant, la plupart des super éruptions sont beaucoup moins intenses. Les super éruptions ont une montée rapide suivie d'une diminution exponentielle d'une durée de 1 à 3 heures. Certaines étoiles peuvent subir jusqu'à 57 éruptions en 500 jours, ce qui donne une moyenne d'une tous les neuf jours.
Certaines données de Kepler sont prises à une minute d'intervalle, ayant pour conséquence une inévitable diminution de la précision.
Les étoiles éruptives démontrent une variation lumineuse quasi périodique, une interprétation évidente peut être perçue par tache stellaire autour du Soleil, résultante de sa rotation. Cet indice nous permet entre autres d'estimer la période de rotation de l'étoile; une variation de moins d'un jour à dix jours peut être perceptible (25 jours pour le Soleil). Sur le Soleil, la mesure du radiomètre nous montre qu'une grande quantité de taches solaires peut réduire la luminosité de l'ordre de 0,2 %, comparativement à 1-2 % pour les étoiles super éruptives ou aussi grande que 7-8 %, trouvé dans les environs d'une tache stellaire. Dans certains cas la variation lumineuse peut être altérée par seulement une ou deux taches, mais dans tous les cas ne sont pas si simples. Ainsi, la tache stellaire peut autant être un groupe de petites taches qu'une immense.
Il est possible également de comparer la fréquence des éruptions avec la durée de vie des étoiles. Plus la durée de vie sera courte, plus les éruptions seront fréquentes. Cependant, l'énergie déployée n'est pas liée avec la période de rotation. Plus la variation est grande, plus les explosions seront fréquentes ; cette tendance est également observable par une quantité plus impressionnante d'énergie provenant de ces explosions. Il est possible de retrouver de grandes variations sur des étoiles possédant une rotation plus lente : une étoile pourrait avoir, par exemple, une période de rotation de 22,7 jours et une variation impliquant des taches couvrant 2,5 % de la surface, près de 10 fois supérieure à la valeur maximale du solaire. En estimant la taille d'une tache stellaire par la variation de l'amplitude et assumant que le champ magnétique du Soleil près des taches corresponde à 1000 gauss (0,1 tesla), il est possible d'estimer l'énergie disponible : dans tous les cas, cette énergie possède assez de puissance pour alimenter la plus grande éruption observable. De par ce fait, il est possible de soulever que les éruptions solaires et stellaires possèdent essentiellement le même mécanisme.
Afin de déterminer la possibilité d'une super éruption sur le Soleil, il est important d'encadrer la définition d'une étoile de type Soleil. Lorsque la température est divisée entre les étoiles avec les variables Teff près de ou en dessous de 5600 kelvins (étoiles de type G jeune et vieille), les étoiles possédant une température plus basse présente une activité éruptive semblable au barème que nous accordons au Soleil et aux étoiles plus actives : ainsi, la fréquence des éruptions (nombre par étoile, par année) est environ 5 fois plus important que sur les étoiles en fin de vie. Il est bien connu que le taux de la rotation et l'activité magnétique d'une étoile tend à décliner avec l'âge dans la catégorie type G. Lorsque les éruptions sont divisées entre rotations rapide et lente, dont l'estimation est faite à partir de la variation de luminosité, les signes montrent un risque d'activité plus importante durant les phases rapides. On remarque plus particulièrement que les étoiles possédant une rotation de moins de 10 jours ont 20 à 30 fois plus de chance de démontrer une activité. Il n'en reste pas moins que 44 super éruptions ont été constatées sur 19 étoiles avec une température similaire à celle du Soleil sur une période de plus de 10 jours (sur un total de 14 000 étoiles examinées). 4 super éruptions possédant une énergie de l'ordre de 1–5 × 1033 ergs ont été enregistrées sur des étoiles possédant une vitesse de rotation inférieure à celle du Soleil (sur un échantillonnage de 5000). La distribution des éruptions avec énergie possède une forme similaire pour toutes les étoiles : les étoiles similaires au type du Soleil ont moins tendance à entrer en éruption, puisqu'elles ont une proportion d'énergie semblable aux étoiles jeunes et plus froides.

#### Étoiles de type K et M
Les données de Kepler ont également été utilisées pour rechercher des éruptions sur des étoiles de types spectraux inférieurs à G. Ainsi, un échantillon de 23 253 étoiles avec Teff < 5150 K et {\displaystyle {\text{log}}>4,2}, correspondant aux étoiles de la séquence principale inférieures à K0-V, ont été observées sur une période de 33,5 jours.
373 étoiles ont été identifiées comme ayant des super éruptions évidentes. Certaines étoiles n'avaient qu'une légère éjection de masse coronale, semblable à une étincelle, tandis que d'autres présentaient jusqu'à quinze, c'est-à-dire des éjections beaucoup plus épaisses. Les événements d'éruptions les plus forts ont augmenté la luminosité de l'étoile de 7-8 %. Ce n'est pas radicalement différent de la luminosité maximale des éclairs sur les étoiles de type G; cependant, puisque les étoiles K et M sont moins lumineuses que le type G, cela suggère que les jaillissements sur ces étoiles sont moins énergétiques. En comparant les deux classes d'étoiles étudiées, il semble que les étoiles M s'éveillent plus fréquemment que les étoiles K, mais la durée de chaque évasement tend à être plus courte. Il n'est pas possible de tirer de conclusions sur la proportion relative des étoiles de type G et K montrant des super éruptions ou sur la fréquence des jaillissements sur les étoiles qui montrent une telle activité puisque les algorithmes de détection des éruptions et les critères dans les deux études sont très différents. La plupart (mais pas toutes) des étoiles K et M montrent les mêmes variations quasi périodiques de luminosité que les étoiles G. Il y a une tendance à avoir des éruptions plus énergiques sur des étoiles variables; cependant, la fréquence des débordements n'est que faiblement liée à la variabilité.

### Subaru
Des études spectroscopiques des super éruptions ont été faites par un spectrographe à haute dispersion installé sur le télescope Subaru,. De la cinquantaine d'étoiles de type solaire examinées, connues des observations de Kepler pour montrer des activités super éruptives, seules 16 font partie d'un système multiple. Des 34 étoiles célibataires restantes, seules cinq possèdent une rotation rapide.

### LAMOST
Des observations de LAMOST ont été utilisées pour mesurer l'activité chromosphérique de 5 648 étoiles de type solaire tirées des observations de Kepler, dont 48 super éruptives. Ces observations montrent que les étoiles super éruptives sont généralement caractérisées par des émissions chromosphériques plus importantes que les autres étoiles, y compris celles du Soleil. Cependant, des étoiles super éruptives avec des niveaux d'activité inférieurs ou comparables à celui du Soleil existent, ce qui suggère que les éruptions et les super éruptions partagent très probablement la même origine.
Toutes les étoiles ont montré des variations de luminosité quasi périodiques, allant de 0,1 % à près de 10 %, interprétées comme résultant de la rotation de grandes taches stellaires.
Lorsque de grandes taches existent sur une étoile, le niveau d'activité de la chromosphère devient élevé; en particulier, de grandes plages chromosphériques se forment autour de groupes de taches solaires. On sait que les intensités de certaines lignées solaires et stellaires générées dans la chromosphère, en particulier les lignées de calcium ionisé (Ca II) et de la ligne Hα d'hydrogène, sont des indicateurs d'activité magnétique. Les observations des lignes de Ca dans des étoiles d'âge semblable au Soleil montrent même des variations cycliques qui rappellent le cycle solaire de 11 ans. En observant certaines lignées infrarouges de Ca II pour les 34 étoiles super éruptives, il était possible d'estimer leur activité chromosphérique. Les mesures des mêmes lignes aux points d'une région active sur le Soleil, ainsi que les mesures simultanées du champ magnétique local, montrent qu'il existe une relation générale entre le champ et l'activité.
Bien que les étoiles montrent une corrélation claire entre la vitesse de rotation et l'activité, cela n'exclut pas l'activité sur les étoiles tournant lentement: même les étoiles aussi lentes que le Soleil peut avoir une activité élevée. Toutes les étoiles super éruptives observées avaient plus d'activité que le Soleil, impliquant de plus grands champs magnétiques. Il y a aussi une corrélation entre l'activité d'une étoile et ses variations de luminosité (et donc la couverture des étoiles): toutes les étoiles avec de grandes variations d'amplitude ont montré une activité élevée.
La connaissance de la surface approximative couverte par les étoiles de la taille des variations et de l'intensité de champ estimée à partir de l'activité chromosphérique permet d'estimer l'énergie totale stockée dans le champ magnétique; dans tous les cas, il y avait suffisamment d'énergie stockée dans le champ pour tenir compte même des plus grandes éruptions. Les observations photométriques et spectroscopiques sont cohérentes avec la théorie selon laquelle les super éruptions ne sont différents que dans l'échelle des éruptions solaires et peuvent être expliqués par la libération d'énergie magnétique dans des régions actives beaucoup plus grandes que celles du Soleil. Néanmoins, ces régions peuvent apparaître sur des étoiles avec des masses, des températures, des compositions, des vitesses de rotation et des âges semblables au Soleil.

## Origine
Plusieurs hypothèses tentent d'expliquer l'origine des super éruptions stellaires.
À l'origine, des chercheurs ont proposé que ces éruptions pouvaient être produites par l'interaction du champ magnétique de l'étoile avec le champ magnétique d'une planète géante gazeuse orbitant très près de l'étoile hôte (Jupiter chaud). La liaison des champs magnétiques respectifs entraînerait éventuellement une libération d'énergie sous forme de super éruption. Cependant, les observations de Kepler ne détectent pas de planètes géantes aux étoiles concernées.

## Super éruption solaire
Puisque les étoiles apparemment identiques au Soleil peuvent produire des super éruptions, il est naturel de se demander si le Soleil lui-même peut le faire, et d'essayer de trouver des traces de super éruptions passées. Les super explosions ont d'ailleurs été suggérées comme une solution au Paradoxe du jeune Soleil faible.
Les super éruptions observées sur les neuf étoiles candidates originales laissent présager qu'une super éruption solaire laisserait des traces significatives sur le Système solaire. Cela provoquerait notamment la fonte de la glace jusqu'aux lunes de Jupiter. Thomas Gold a suggéré que la glace sur la surface supérieure de certaines roches lunaires pourrait avoir été causée par une explosion solaire impliquant une augmentation de luminosité de plus de cent fois pendant 10 à 100 secondes à un moment donné au cours des 30 000 dernières années. Il n'y a cependant aucune preuve qu'une éruption de cet ordre a eu lieu dans le système solaire.
Les super éruptions sont invariablement accompagnées de particules énergétiques, et ces particules produisent des effets s'ils atteignent la Terre. Ainsi, par exemple, l'éruption solaire de 1859, la plus puissante éruption jamais observée, a produit des aurores polaires s'étendant jusqu'à proximité de l'équateur. Les particules énergétiques peuvent également produire des changements chimiques dans l'atmosphère, changements qui peuvent être enregistrés dans la glace polaire. Enfin, des protons à grande vitesse peuvent créer des isotopes distinctifs, en particulier le carbone 14, qui peut être absorbé et préservé par les êtres vivants.

### Études de la glace polaire
Lorsque les particules énergétiques solaires atteignent l'atmosphère de la Terre, elles provoquent une ionisation qui crée du monoxyde d'azote (NO) et d'autres espèces réactives d'azote, qui se précipitent alors sous forme de nitrates. Comme toutes les particules énergétiques sont déviées dans une plus ou moins grande mesure par le champ géomagnétique, elles entrent préférentiellement aux latitudes polaires. Puisque les latitudes élevées contiennent également de la glace permanente (en), il est logique de rechercher la signature des événements de particules chargées dans les carottes de glace.
Une étude d'une carotte de glace du Groenland qui remonte jusqu'à 1561, avec une résolution de 10 ou 20 échantillons par an, permettrait en principe la détection d'évènements isolés.

### Études d'isotopes cosmogéniques
Lorsque des protons énergétiques pénètrent dans l'atmosphère, ils créent des isotopes par des réactions avec les constituants de cette dernière. Le plus important d'entre eux est le carbone 14 (14C), qui est créé lorsque les neutrons secondaires réagissent avec l'azote.
Le 14C, qui a une demi-vie de 5 730 ans, réagit avec l'oxygène pour former du dioxyde de carbone absorbé par les plantes. Par la datation par le carbone 14, il est possible d'évaluer la variation atmosphérique du 14C avec le temps dans les êtres vivants, notamment dans les anneaux de croissance des arbres (dendrochronologie). Cette technique peut être utilisée pour détecter les pics de production causés par les éruptions solaires.
De telles études ont permis de trouver trois intervalles où le 14C a augmenté de façon significative au cours des 3 000 dernières années. Ainsi, l'étude de deux cèdres japonais a mis en évidence une augmentation du carbone 14 de 1,2 % en 774-775, soit environ vingt fois plus élevé que le taux de variation normal. Ce pic a régulièrement diminué au cours des années suivantes. Le résultat a été confirmé par des études sur le chêne allemand, le pin bristlecone de Californie, le mélèze sibérien et le bois Kauri de Nouvelle-Zélande,. Toutes ces analyses ont confirmé le temps et de l'amplitude de l'effet. En outre, les mesures des squelettes coralliens en provenance de la mer de Chine méridionale ont également démontré des variations substantielles en 14C sur quelques mois à peu près au même moment.
Le carbone 14 n'est pas le seul isotope qui peut être produit par des particules énergétiques. Le béryllium 10 (10Be) est également formé à partir d'azote et d'oxygène, et déposé dans la glace polaire. Cependant, les dépôts 10Be peuvent être fortement liés à la météo locale et présentent une variabilité géographique extrême. Il est également plus difficile de le dater. Néanmoins, une augmentation de 10Be au cours des années 770 a été trouvée dans une carotte glace de l'Antarctique, bien que le signal soit moins significatif en raison de la courte période. Une autre augmentation, plus faible, a été observée au Groenland,,.
Le chlore 36 (36Cl) peut être produit à partir d'argon et déposé dans de la glace polaire. L'argon étant un constituant atmosphérique mineur, sa présence est faible. Les mêmes noyaux de glace qui ont montré 10Be ont également fourni des augmentations de 36Cl, bien qu'une résolution de cinq ans soit insuffisante afin d'établir une correspondance détaillée.
Un autre pic de carbone 14 survenu entre 993 et 994 a été détecté selon le taux de 14C dans des anneaux d'arbre, mais à une intensité inférieure que le précédent. Des augmentations mesurables des taux 10Be et 36Cl dans les carottes de glace du Groenland ont également été attribuées à la même époque.
Les éruptions ou super éruptions solaires ne sont cependant pas la seule explication possible de ces augmentations d'isotopes cosmogènes. Ils pourraient également être le résultat d'un sursaut gamma,.